# Molson Indy Montréal 2005
Molson Indy Montréal 2005 var den tionde deltävlingen i Champ Car 2005. Racet kördes den 28 augusti på Circuit Gilles Villeneuve i centrala Montréal. Oriol Servià tog sin första och enda seger i Champ Car, sedan Timo Glock beordrats att släppa förbi honom, efter att ha genat i den sista chikanen när han försvarade sin ledning. Glock slutade tvåa, med Justin Wilson på tredje plats, samtidigt som Sébastien Bourdais bevakade sin mästerskapsledning med en fjärdeplats.

## Slutresultat
| Plats | Förare             | Team                | Grid | Kvaltid  |
| ----- | ------------------ | ------------------- | ---- | -------- |
| 1     | Oriol Servià       | Newman/Haas Racing  | 2    | 1.20,698 |
| 2     | Timo Glock         | Rocketsports Racing | 11   | 1.22,066 |
| 3     | Justin Wilson      | RuSPORT             | 3    | 1.20,932 |
| 4     | Sébastien Bourdais | Newman/Haas Racing  | 1    | 1.20,396 |
| 5     | Alex Tagliani      | Team Australia      | 6    | 1.21,160 |
| 6     | Cristiano da Matta | PKV Racing          | 8    | 1.21,823 |
| 7     | Jimmy Vasser       | PKV Racing          | 9    | 1.21,794 |
| 8     | Paul Tracy         | Forsythe Racing     | 5    | 1.21,009 |
| 9     | A.J. Allmendinger  | RuSPORT             | 4    | 1.20,954 |
| 10    | Mario Domínguez    | Forsythe Racing     | 7    | 1.21,600 |
| 11    | Andrew Ranger      | Conquest Racing     | 14   | 1.22,315 |
| 12    | Ryan Hunter-Reay   | Rocketsports Racing | 13   | 1.22,285 |
| 13    | Björn Wirdheim     | HVM Racing          | 15   | 1.22,651 |
| 14    | Rodolfo Lavín      | HVM Racing          | 12   | 1.22,262 |
| 15    | Nelson Philippe    | Conquest Racing     | 10   | 1.21,893 |
| 16    | Marcus Marshall    | Team Australia      | 18   | 1.23,266 |
| 17    | Ronnie Bremer      | Dale Coyne Racing   | 17   | 1.23,214 |
| 18    | Ricardo Sperafico  | Dale Coyne Racing   | 16   | 1.22,917 |